# Duguetia echinophora
Duguetia echinophora este o specie de plante angiosperme din genul Duguetia, familia Annonaceae, descrisă de Robert Elias Fries. Conform Catalogue of Life specia Duguetia echinophora nu are subspecii cunoscute.